# 錦江町立宿利原中学校
錦江町立宿利原中学校（きんこうちょうりつ やどりはらちゅうがっこう）は、かつて鹿児島県肝属郡錦江町神川にあった町立中学校。

## 校区
- 宿利原小校区：全体

## 概要
- 平成17年3月22日の市町村合併で、錦江町制が発足する前は、大根占町の設置する町立中学校であった。
- 平成18年現在、閉校直前の数年間の生徒数は20人前後で推移し、全学年1学級であった。

## 統廃合による閉校
- 2008年（平成20年）3月、過疎化と少子化により、田代中学校を除く町内の他の3中学校と共に「錦江町立錦江中学校」へ統合され、廃校となった。

## 校則
- 男子頭髪は、2007年度に廃止されるまで校則で丸刈り（坊主）が強制されていた。